# Cassiope argyrotricha
Cassiope argyrotricha, bilja vrsta iz porodice vrjesovki. Domaće područje ove vrste je Kina (NW. Yunnan). To je polugrm ili grm i prvenstveno raste u subalpinskom ili subarktičkom biomu.
Grmovi narastu visoki 12-15 cm, jako razgranati. Stabljike su uspravne ili polegle. Lisna plojka duguljasta, 4–5 × ca. 1,5 mm, list kožast, abaksijalno konveksan, rijetko srebrnasto dlakav, duboko izbrazdan, brazda skoro doseže vrh i divergentna prema bazi, adaksijalno konkavna, gola, baza lučna, rub rđasto-smeđi, opnasti, smeđe spljošteno-setulozan, vrh tup. Cvijet uspravan. Peteljka 5-25 cm, gusto arahnoidno-tomentozna. Čaška gola; režnjevi eliptični, ca. 4,5 mm. Vjenčić bijeli, zvonasti, oko 9 mm; režnjevi rašireni, široko trokutasti. Prašnici oko 3 mm; dlakave niti. Ovarij oko 1 mm u promjeru. Cvate u rujnu.

## Staništa
Stijene u šumama, šikare rododendrona; 3000–4400 m.; SZ Yunnan (Fugong).

## Vanjske poveznice
|  | Zajednički poslužitelj ima još gradiva o temi Cassiope argyrotricha |
|  | Wikivrste imaju podatke o taksonu Cassiope argyrotricha             |